# 1285

## Esdeveniments
- 25 de maig a Elna (Rosselló): En el context de la croada contra la Corona d'Aragó i després de conquerir la població, Felip III de França fa calar foc a la catedral i massacrar-hi els ciutadans que s'hi havien refugiat. Després de violacions i profanacions de relíquies, la ciutat és destruïda.
- 15 d'agost, prop de Girona: Hi esdevé l'innoble Combat de Santa Maria, en què les tropes catalanes són sorpreses per l'exèrcit francès havent de fugir. Alguns almogàvers es refugien a la ciutat i saquegen el call de Girona.
- 28 d'agost i 4 de setembre, mar Mediterrània: la flota dirigida per Roger de Llúria derrota la dels francesos a les illes Formigues en la batalla naval de les Formigues.
- 30 de setembre a l'1 d'octubre, La Jonquera: Les tropes de Roger de Llúria i Ramon de Montcada derroten les franceses en la batalla del coll de Panissars.

## Naixements
- 9 de març al Japó: Go-Nijō, 94è emperador del Japó (m. 1308).
- 6 de desembre: Ferran IV, rei de Castella
- Papa Benet XII

## Necrològiques
Països Catalans
- 15 de juliol, Valènciaː Teresa Gil de Vidaure, dama navarresa, tercera muller de Jaume I d'Aragó i fundadora del monestir de la Saïdia de València.[1]
- 11 de novembre, Vilafranca del Penedès: Pere el Gran, rei d'Aragó i comte de Barcelona.

Resta del món
- 5 d'octubre, Perpinyà, Rosselló: Felip III de França, mort després de les derrotes de les Illes Formigues i del coll de Panissars de la croada contra la Corona d'Aragó
- Theux, principat de Lieja: Enric III de Gueldre, príncep-bisbe de Lieja de 1247 a 1274.
- Ceuta: Abu-l-Baqà ar-Rundí, poeta andalusí.